# Lenin para principiantes
Lenin para principiantes es la biografía de revolucionario comunista ruso Vladímir Ilich Uliánov (Lenin) escrita e ilustrada por el caricaturista mexicano Eduardo del Río (Rius).

## Sinopsis
Con el peculiar sentido de humor con el que se distinguen sus libros, Rius nos cuenta la vida y obra de uno de los personajes más representativos del movimiento comunista internacional. Comienza con el nacimiento de Lenin, en la ciudad rusa de Simbirsk, a orillas del Volga, el 22 de abril de 1870. Nos explica la vida familiar y liberal al lado de sus padres y sus hermanos, sobre la militancia de su hermano mayor Alejandro en las filas del anarquismo ruso con los populistas y su participación en un intento de matar al zar, el cual fue un fracaso, Alejandro fue detenido, juzgado y ahorcado el 8 de mayo de 1887. Alejando tuvo una influencia muy importante en la vida de Lenin.
Volodia, como lo llamaba su familia con cariño, intentó ingresar a la Universidad de Kazán, pero no fue aceptado por los antecedentes terroristas de su hermano. Finalmente logró entrar, gracias a sus excelentes calificaciones y con el apoyo del catedrático Kérensky, padre de Aleksandr Kérensky. 
En su juventud, Lenin participó en el movimiento estudiantil contra el zar, siendo detenido y desterrado a Kokúshkino, una aldea a 490 kilómetros de Kazán. Después de salir del exilio, Volodia y su familia parten hacia la ciudad de Samara en el año 1889. Es ahí donde ingresa a uno de los círculos de estudio marxistas organizado por Fedoséiev. En esa época, Lenin estudiaba leyes por su cuenta y se sostenía económicamente defendiendo a campesinos. En 1890 traduce del alemán el Manifiesto Comunista.
En Samara, Lenin era vigilado por la policía; decide irse a vivir a San Petersburgo en 1893, donde se une al grupo marxista Liga para la Liberación del Trabajo, el cual trabajaba constituyendo círculos de obreros. En uno de esos círculos obreros Lenin conoce a Nadezhda Krúpskaya, quien después sería su esposa.
En abril de 1895, Lenin viaja a Suiza para verse con Gueorgui Plejánov. Después va a París para entrevistarse con Paul Lafargue, y en Berlín se encuentra con Wilhelm Liebknecht. A su regreso, comienzan a organizar grupos marxistas en muchas fábricas, hasta que la policía secreta del zar los descubre y los destierra a la aldea de Shúshenkoie, en Siberia. Allí Lenin se dedicó al estudio de la filosofía, del marxismo y la forma de aplicarlo a la realidad rusa. Nadezhda fue a Siberia para estar al lado de Volodia, y ahí mismo se casaron. Lenin organizó una red de correspondencia clandestina con los otros desterrados; en Siberia escribió más de 30 obras de gran importancia teórica y política, entre las cuales se destaca su estudio socioeconómico más importante, El desarrollo del capitalismo en Rusia, escrito en 1899.
Lenin sale del exilio siberiano y parte a seguir organizando a los marxistas rusos. En 1900 se dirige a Suiza con Plejánov para utilizar Ginebra como centro de distribución y redacción de un periódico que se volvería muy famoso entre los marxistas y revolucionarios en Rusia, el Iskra (La Chispa), nombre que fue tomado de la frase del poeta Vladímir Odóyevski: «De la chispa nacerá la llama». Pero el periódico no nacería en Suiza, sino en Múnich, Alemania, ya que Lenin pensaba que era una ciudad menos peligrosa y mejor comunicada con Rusia. Gracias al Iskra, se fue creando poco a poco un grupo compacto de revolucionarios rusos muy preparados.